# کنژیتسا (پتروواتس)
کنژیتسا (به صربی: Knežica) یک منطقهٔ مسکونی در صربستان است که در پتروواتس نا ملاوی واقع شده‌است.